# Traité de Moscou (1970)
Pour les articles homonymes, voir Traité de Moscou.
Traité de Varsovie
Le traité de Moscou est signé le 12 août 1970 entre la République fédérale d'Allemagne et l'Union soviétique. Il est la première concrétisation de la nouvelle politique de rapprochement avec l'Est, l'Ostpolitik, pratiquée par le chancelier Willy Brandt depuis son investiture. Ce traité entre en vigueur le 3 juin 1972 après une longue et difficile procédure de ratification en RFA en raison de la forte opposition que l'Ostpolitik suscite dans une partie de la classe politique et de l'opinion en RFA.

## Contexte historique
Pour des articles plus généraux, voir Détente (guerre froide), Ostpolitik et Crise de Berlin (1958-1963).
Le traité traduit la volonté de la RFA et de l'URSS de normaliser leurs relations. Depuis la seconde guerre mondiale, l'Allemagne est le seul pays pour lequel il n'a pas été signé de traité de paix. Les Soviétiques ont longtemps espéré qu'une solution de neutralisation de l'Allemagne similaire à celle trouvée pour l'Autriche pourrait être mise en œuvre, mais les Occidentaux s'y refusent craignant une communisation rampante de la RFA. Le chancelier Adenauer, au pouvoir de 1949 à 1963 s'efforce constamment de renforcer l'ancrage de l'Allemagne de l'Ouest dans le camp occidental et refuse tout compromis avec la RDA, dont l'existence n'est reconnue juridiquement et diplomatiquement par aucun état occidental. A contrario, l'Union soviétique et la RFA ont établi des relations diplomatiques dès septembre 1955.
La négociation du traité a été rendu possible par l'adhésion de la RFA au traité sur la non-prolifération des armes nucléaires, qui vaut renoncement par la RFA à se doter d'armes nucléaires en propre, qui était une des préoccupations majeures des soviétiques, alimentées par les discussions entre les membres de l'OTAN sur certaines formes de transfert à des pays européens du contrôle sur des armes nucléaires, stockées en Europe, mais restées entièrement sous contrôle américain.
Le traité de Moscou n'est pas véritablement un traité de paix, mais plutôt un acte d'établissement de bonnes relations, de renonciation à l'usage de la force et de reconnaissance du statu quo des frontières en Europe, mention étant faite explicitement de l'inviolabilité de la ligne Oder-Neisse.
Le traité est complété par une lettre sur l'unité allemande adressée par la RFA à l'URSS, qui précise que le traité ne contrevient en aucune façon à l'objectif du gouvernement allemand d'œuvrer pour un état de paix en Europe dans lequel la nation allemande retrouvera son unité par sa libre auto-détermination. Les Allemands annoncent également que la ratification du traité est soumise à la conclusion d'un accord entre les quatre puissances occupantes de l'Allemagne relatif au statut de Berlin.
Le traité n'obéit cependant pas seulement à des considérations politiques. Les deux parties souhaitent aussi trouver un accord afin de faciliter le développement de leurs relations économiques.

## Ratification
Willy Brandt est conscient que la ratification n'est pas acquise d'avance. Il ne dispose au Bundestag que d'une très faible majorité, avec ses alliés libéraux : la coalition SPD-FDP sortie des élections de la 6e législature ne dispose que d'une majorité très étroite face à la CDU-CSU. La grande majorité des membres de la CDU-CSU ressentent comme une trahison cette rupture totale avec la politique suivie pendant 15 ans par Adenauer, grande figure de la refondation de l'Allemagne. Les arguments utilisés pour refuser la ratification sont que le traité n'est pas un traité de paix réglant définitivement la question allemande et notamment celle des frontières puisqu'aucun accord n'est intervenu entre les quatre puissances, que la reconnaissance de la ligne Oder-Neisse est une concession importante sans aucune contrepartie, et que l'objectif caché des Soviétiques est d'affaiblir l'intégration de la RFA dans l'Europe de l'Ouest. Brejnev souhaite vivement que ce traité voie le jour. Aussi multiplie-t-il les déclarations d'apaisement.
Les Occidentaux aussi souhaitent sa ratification, qui s'inscrit bien dans la politique de détente qu'ils mènent et avec laquelle l'Ostpolitik est totalement compatible, dès lors que Brandt a rassuré ses alliés sur le fait que sa politique ne signifie en aucune manière une forme de détachement de la RFA du bloc de l'Ouest.
La ratification intervient finalement le 17 mai 1972, en même temps que celle du traité de Varsovie, l'opposition CDU-CSU acceptant finalement de s'abstenir.
Les élections législatives suivantes quelques mois plus tard en novembre 1972 voient le SPD l'emporter avec une progression significative de son score, marquant ainsi un large soutien de la population de la RFA à l'Ostpolitik conduite par Brandt.

## Termes du traité
Le traité est un texte bref, comportant un préambule et cinq articles.
Dans le préambule, les deux parties soulignent leur volonté «  de contribuer au renforcement de la paix et de la sécurité en Europe et dans le monde sur la base des objectifs et des principes de la charte des Nations unies » et leur «  détermination d'améliorer et d'étendre la coopération entre elles, y compris les relations économiques, ainsi que les liens scientifiques, techniques et culturels dans l'intérêt des deux États ».
L'Article 1 affirme la volonté commune de la RFA et de l'U.R.S.S. d'aboutir à la détente et de parvenir à la « normalisation de la situation en Europe »  en prenant « comme point de départ à cet égard la situation réelle dans cet espace ».
Dans l'Article 2, les deux parties « prennent l'engagement de s'abstenir, conformément à l'article 2 de la charte des Nations Unies, de la menace de la force ou de l'application de la force ».
L'Article 3, le plus important, consacre toutes les frontières actuelles en Europe, issues des accords de Yalta et de Potsdam, y compris celles des deux États allemands. Les deux parties « considèrent aujourd'hui et considéreront à l'avenir les frontières de tous les Etats en Europe comme inviolables, telles qu'elles sont tracées le jour de la signature du traité, y compris la ligne Oder-Neisse, qui constitue la frontière occidentale de la Pologne et la frontière entre la République fédérale et la République démocratique allemande ».